# (10516) Sakurajima
(10516) Sakurajima (1989 VQ) – planetoida z pasa głównego asteroid okrążająca Słońce w ciągu 3,76 lat w średniej odległości 2,42 j.a. Odkryta 1 listopada 1989 roku.